# Tama (Niger)
Tama ist eine Landgemeinde im Departement Bouza in Niger.

## Geographie
Tama liegt in der Sahelzone. Die Nachbargemeinden sind Allakaye im Nordwesten, Déoulé im Nordosten, Bouza und Azarori im Südosten sowie Galma Koudawatché und Doguérawa im Südwesten. Bei den Siedlungen im Gemeindegebiet handelt es sich um 29 Dörfer, 13 Weiler und eine Wasserstelle. Der Hauptort der Landgemeinde ist das Dorf Tama. Es liegt auf einer Höhe von 355 m. Ein weiteres großes Dorf im Gemeindegebiet ist Kélémé.

## Geschichte
Die 133 Kilometer lange Piste für Reiter zwischen den Orten Madaoua und Tahoua, die durch den Ort Tama führte, galt in den 1920er Jahren als einer der Hauptverkehrswege in der damaligen französischen Kolonie Niger.
Die Landgemeinde Tama entstand als Verwaltungseinheit 2002 im Zuge einer landesweiten Verwaltungsreform aus dem südwestlichen Teil des Kantons Bouza.

## Bevölkerung
Bei der Volkszählung 2012 hatte die Landgemeinde 52.661 Einwohner, die in 7731 Haushalten lebten. Bei der Volkszählung 2001 betrug die Einwohnerzahl 36.223 in 5750 Haushalten.
Im Hauptort lebten bei der Volkszählung 2012 6549 Einwohner in 980 Haushalten, bei der Volkszählung 2001 4788 in 760 Haushalten und bei der Volkszählung 1988 3520 in 551 Haushalten.

## Politik
Der Gemeinderat (conseil municipal) hat 16 gewählte Mitglieder. Mit den Kommunalwahlen 2020 sind die Sitze im Gemeinderat wie folgt verteilt: 10 PNDS-Tarayya, 4 MPR-Jamhuriya und 2 ADN-Fusaha.
Jeweils ein traditioneller Ortsvorsteher (chef traditionnel) steht an der Spitze von 17 Dörfern in der Gemeinde, darunter dem Hauptort.

## Wirtschaft und Infrastruktur
Die Gemeinde liegt überwiegend in einem Gebiet, in dem Regenfeldbau betrieben wird. Im Süden beginnt die Zone der Bewässerungsfeldwirtschaft. Die Tounfafi-Talsperre zwischen den Dörfern Tounfafi und Ladama wurde 1968 errichtet. Das staatliche Versorgungszentrum für landwirtschaftliche Betriebsmittel und Materialien (CAIMA) unterhält eine Verkaufsstelle im Hauptort. Die Niederschlagsmessstation im Hauptort liegt auf 350 m Höhe und wurde 1959 in Betrieb genommen.
Im Hauptort ist ein Gesundheitszentrum des Typs Centre de Santé Intégré (CSI) vorhanden. Der CEG Tama ist eine allgemein bildende Schule der Sekundarstufe des Typs Collège d’Enseignement Général (CEG). Beim Centre de Formation aux Métiers de Tama (CFM Tama) handelt es sich um ein Berufsausbildungszentrum.
Die 91,37 Kilometer lange Route 539 führt vom Gemeindehauptort nach Guidan Albakari. Es handelt sich um eine weitgehend dem natürlichen Gelände angepasste Landstraße. Ihr Beiname ist „Zwiebelstraße“ (Route de l’oignon).